# Премијер лига Лесота у фудбалу
Премијер лига Лесота у фудбалу највећи је степен фудбалских такмичења на Лесоту. Клубови Банту, Маџантџа, Матлама, Лиоли и Линаре су основали Басутоланд спортски савез и 1932. су организовали први фудбалски турнир широм земље — Басутоланд куп. Послије Другог свјетског рата организована су углавном такмичења средњошколских клубова под називом Стјуарт куп. Прво незванично првенство организовано је 1969. године, након чега је 1970. основана Премијер лига. Лига је одржавана од марта до децембра у току једне календарске године након чега је 2000. прво одржана календарска прелазна лига, а затим је реорганизована и нова сезона је одржана од децембра до јула наредне године. Од сезоне 2001/02. углавном је почињала крајем августа или почетком септембра. Сезона 2020/21. је прекинута у децембру 2020. године због пандемије ковида 19; настављена је у мају 2021. године, али је поново прекинута у јулу. Настављена је у новембру, а завршена је у мају 2022. године, због чега није одржавана сезона 2021/22. већ је претходна сезона названа 2020/22.
Лига је преименована у Еконет Премијер лига прије почетка сезоне 2017/18. након што је потписан спонзорски уговор са компанијом , а од сезоне 2021/22. назив је Водаком Премијер лига након потписивања уговора са компанијом .
У лиги учествује 16 клубова који играју по двокружном систему, свако са сваким кући и на страни по једном. Првак има право да учествује у квалификацијама за КАФ лигу шампиона, док побједник Купа може да учествује у КАФ Купу конфедерација; у зависности од позиције лиге на петогодишњој ранг листи може да има по два клуба у оба такмичења, уколико је међу првих 12, а у том случају другопласирани може да учествује у Лиги шампиона, а трећепласирани у Купу конфедерација. У новембру 2022. Фудбалски савез Лесота је иступио из клупских такмичења у оквиру КАФ организације због високих трошкова организације утакмица у Јужноафричкој Републици, након што је КАФ суспендовао стадион Сесото у мају 2021. године због неиспуњавања стандарда за одржавање међународних утакмица.
Масеру јунајтед је освојио титулу на првом првенству 1970. године, док је Матлама рекордер са 11 титула, а освојио је и незванично првенство 1969. године.

## Клубови
У сезони 2022/23. учествује 16 клубова.
| Клуб                 | Локација     |
| -------------------- | ------------ |
| Банту                | Мафетенг     |
| Галакси              | Хлотсе       |
| КККС                 | Хлотсе       |
| Лесото дефенс форсес | Масеру       |
| Линаре               | Хлотсе       |
| Лиоли                | Тејатејаненг |
| ЛКС                  | Масеру       |
| ЛМПС                 | Масеру       |
| Лифаке               | Кутинг       |
| Лифофане             | Бута Буте    |
| Лиџабато             | Мориџа       |
| Манонајане           | Масеру       |
| Матлама              | Масеру       |
| Мачока               | Таба Босиу   |
| Нахти бојс           | Мафетенг     |
| Свалоу               | Мазенуд      |

## Спонзори
Од 2002. године лигу спонзоришу телекомуникационе компаније. Econet Telecom Lesotho је путем свог припејд производа Buddie спонзорисао и Премијер лигу и ниже лиге од 2002. до 2009. године, када је Фудбалски савез потписао трогодишњи уговор са ривалском компанијом Vodacom Lesotho. Као дио договора, компанија је пристала да спонзорише све лиге за укупно милион милотија по сезони. Године 2017. Фудбалски савез је поново потписао трогодишњи уговор са компанијом Econet Telecom Lesotho, према којем су повећане зараде за клубове и првак је добијао 500.000 милотија у односу на 200.000 из претходне сезоне.
У зависности од спонзора, лига је често мијењала назив.
- 2002–2009: Буди Премијер лига
- 2009–2017: Водаком Премијер лига
- 2017–2020: Еконет Премијер лига
- 2021—: Водаком Премијер лига

## Прваци
Списак првака:
- 1969: Матлама (незванично)
- 1970: Масеру јунајтед
- 1971: Маџантџа
- 1972: Полис
- 1973: Линаре
- 1974: Матлама
- 1975: Масеру
- 1976: Масеру јунајтед
- 1977: Матлама
- 1978: Матлама
- 1979: Линаре
- 1980: Линаре
- 1981: Масеру јунајтед
- 1982: Матлама
- 1983: ЛПФ
- 1984: ЛПФ
- 1985: Лиоли
- 1986: Матлама
- 1987: РЛДФ
- 1988: Матлама
- 1989: Арсенал
- 1990: РЛДФ
- 1991: Арсенал
- 1992: Матлама
- 1993: Арсенал
- 1994: РЛДФ
- 1995: Маџантџа
- 1996: Рома роверси
- 1997: РЛДФ
- 1998: РЛДФ
- 1999: РЛДФ
- 2000: Лесото призон сервис
- 2000/01: РЛДФ
- 2001/02: Лесото призон сервис
- 2002/03: Матлама
- 2003/04: РЛДФ
- 2004/05: Лихопо
- 2005/06: Лихопо
- 2006/07: Лесото корексионал сервис
- 2007/08: Лесото корексионал сервис
- 2008/09: Лиоли
- 2009/10: Матлама
- 2010/11: Лесото корексионал сервис
- 2011/12: Лесото корексионал сервис
- 2012/13: Лиоли
- 2013/14: Банту роверси
- 2014/15: Лиоли
- 2015/16: Лиоли
- 2016/17: Банту роверси
- 2017/18: Банту роверси
- 2018/19: Матлама
- 2019/20: Банту роверси
- 2020/22: Матлама[н 1]

## Успјешност клубова
| Клуб                      | Град         | Број титула | Сезоне                                                                       |
| ------------------------- | ------------ | ----------- | ---------------------------------------------------------------------------- |
| Матлама                   | Масеру       | 11          | 1974, 1977, 1978, 1982, 1986, 1988, 1992, 2002/03, 2009/10, 2018/19, 2020/22 |
| Лесото дефенс форсес      | Масеру       | 10          | 1983, 1984, 1987, 1990, 1994, 1997, 1998, 1999, 2000/01, 2003/04             |
| Лесото корексионал сервис | Масеру       | 6           | 2000, 2001/02, 2006/07, 2007/08, 2010/11, 2011/12                            |
| Лиоли                     | Тејатејаненг | 5           | 1985, 2008/09, 2012/13, 2014/15, 2015/16                                     |
| Банту                     | Мафетенг     | 4           | 2013/14, 2016/17, 2017/18, 2019/20                                           |
| Арсенал                   | Масеру       | 3           | 1989, 1991, 1993                                                             |
| Масеру јунајтед           | Масеру       | 3           | 1970, 1976, 1981                                                             |
| ФК Линаре                 | Хлотсе       | 3           | 1973, 1979, 1980                                                             |
| Маџантџа                  | Мохалес хук  | 2           | 1971, 1995                                                                   |
| Лихопо                    | Масеру       | 2           | 2004/05, 2005/06                                                             |
| Полис                     | Масеру       | 1           | 1972                                                                         |
| Масеру                    | Масеру       | 1           | 1975                                                                         |
| Рома роверси              | Рим          | 1           | 1996                                                                         |

## Најбољи стријелци
| Сезона   | Играч            | Клуб                 | Број голова |
| 2000/01. | Лире Фири        | Лесото дефенс форсес | 30          |
| 2005/06. | Масуфа Маџара    | Лесото дефенс форсес | 9           |
| 2014/15. | Лицепе Мараба    | Банту                | 22          |
| 2018/19. | Сера Мотебанг    | Матлама              | 18          |
| 2020/22. | Катлехо Макатенг | Лесото дефенс форсес | 20          |